# أشت
أشت (Ашт) هي مدينة في إقليم أشت في ولاية صغد شمال غرب طاجيكستان.